# آلفرد باور
آلفرد باور (به انگلیسی: Alfred Bower) بازیکن فوتبال زادهٔ ۱۰ نوامبر ۱۸۹۵ اهل کشور انگلستان که سابقهٔ بازی در تیم ملی فوتبال انگلستان را در کارنامهٔ خود دارد. وی در تاریخ ۲۰ اکتبر ۱۹۲۳ نخستین بازی ملی خود را در مقابل تیم ملی فوتبال ایرلند شمالی انجام داد و با حضور در ۵ بازی ملی، در تاریخ ۱۲ فوریه ۱۹۲۷ واپسین بازی ملی‌اش را در برابر تیم ملی فوتبال ولز برگزار کرد.